# William Moulton Marston
Pour les articles homonymes, voir Moulton et Marston (homonymie).
Compléments
Wonder Woman
William Moulton Marston, dit Charles Moulton, né le 9 mai 1893 à Saugus (Massachusetts) et mort le 2 mai 1947 à Rye (État de New York), est un psychologue, inventeur et écrivain américain. Féministe et scénariste de comics, il est notamment connu comme créateur de la super-héroïne Wonder Woman en 1941.

## Biographie

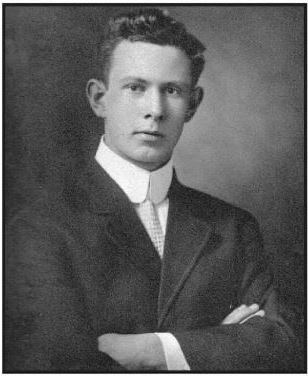
Le jeune William Moulton Marston.

### Études
Après un diplôme de Bachelor of Arts en 1915 et un diplôme en droit en 1918, William Moulton Marston est diplômé d'un doctorat en psychologie à l'université Harvard en 1921.
En 1911, commençant à étudier à Harvard, il vend des scénarios de film.
En 1915, il gagne un concours national universitaire de scénario, ce qui donne naissance au film Jack Kennard, Coward.

En 1916, il a pour tuteur de premier cycle le psychologue Hugo Münsterberg, qui écrit une théorie psychologique du cinéma ; notoirement anti-féministe, il inspire le Doctor Psycho (en), ennemi de Wonder Woman.

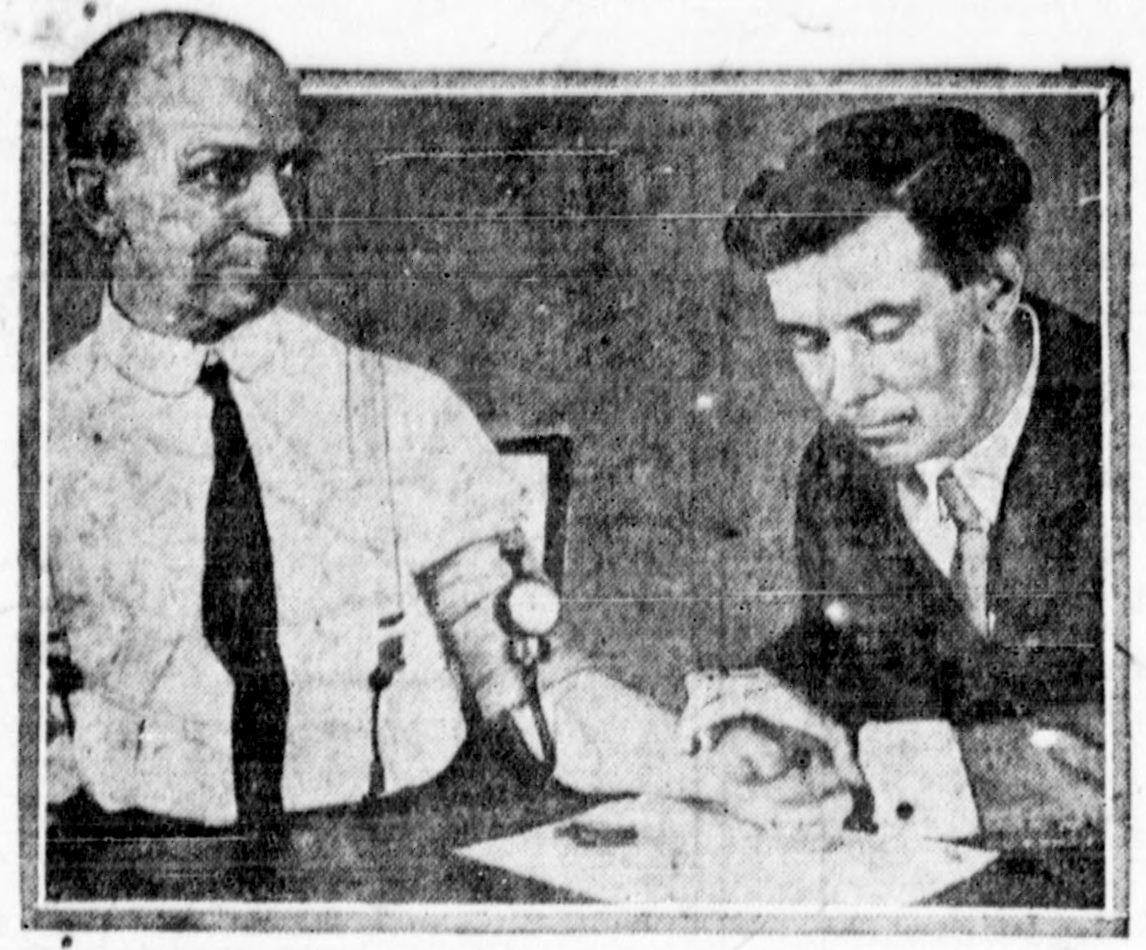
William Moulton Marston (à droite) testant son détecteur de mensonge en 1922.

### Carrière universitaire
En 1922, il est le créateur du test de pression sanguine systolique, qui amena à la création du détecteur de mensonge.
Il use de son invention dans des procès, mais aussi dans une publicité pour les rasoirs Gillette, qui seraient « sans l'ombre d'un doute » les meilleurs.
Il est aussi à l'origine d'une théorie du comportement humain nommé Dispositif d'Ingénierie Socio-Cognitive, plus connu sous le nom de DISC (Dominance, Influence, Steadiness, Compliance).
Il est convaincu que les femmes sont plus honnêtes et plus fiables que les hommes et peuvent travailler avec plus de rapidité et de précision ; son test de pression sanguine le conforte dans cette idée[réf. nécessaire]. Alors que les femmes n'ont pas le droit de faire partie de jurys populaires dans 31 des États américains, il mène en 1925 avec son épouse, Elizabeth Holloway Marston, diplômée de l'université de Boston) des expériences pour démontrer que les femmes jurées sont plus fiables que les jurés masculins.
Arrêté pour une affaire de fraude dont les accusations sont finalement abandonnées, il est renvoyé de l'université où il travaille, enchaînant ensuite plusieurs universités (université Tufts, American University ou encore université Columbia). 

#### Expérience scientifique
En poste à Columbia, il invite des journalistes et des photographes à observer un groupe de six jeunes femmes dont trois blondes et trois brunes. L’expérience est filmée pour les actualités : « Le docteur William Marston teste sa dernière invention : le compteur d’amour. » Tandis que l’écran diffuse La Chair et le Diable avec Greta Garbo, Marston et son amie menottent chaque participante afin de mesurer la pression sanguine et le niveau d’excitation. Il est conclut que les brunes sont plus facilement excitées que les blondes. Après cette étude, l’université de Columbia ne renouvelle pas le contrat de Marston doutant du caractère réellement scientifique de cette expérience et compte tenu de l'anticonformisme de sa vie privée. En 1925, il rencontre une étudiante Olive Byrne. Ils travaillent ensemble sur des expérimentations sur le rapport homme-femme où elle l'invite à des soirées étudiantes sado-masochistes. Par la suite, Olive Byrne s’installe avec William Moulton Marston et son épouse Elizabeth Holloway dans un ménage à trois ,.  Olive Byrne donne deux enfants à Marston qui en avait déjà deux  avec Elizabeth Holloway. Les enfants ont donc trois parents – « deux mamans et un pauvre papa », selon la formule de Marston.

### Dans le cinéma
En 1926, alors qu'il comprend que sa carrière universitaire est finie, il tente de percer dans le cinéma, faisant des expériences avec Olive Byrne dans un théâtre de New York : menottant des participantes volontaires devant regarder un film afin de mesurer leur niveau d'excitation, il conclut que les brunes sont plus aisément excitées que les blondes ; son contrat universitaire à Columbia n'est après ça pas renouvelé.
En 1928, il publie Emotions of Normal People , livre dans lequel il affirme que beaucoup d'éléments liés aux vies affective et sexuelle et considérés comme anormaux dépendent en réalité du système nerveux. La même année, il est embauché comme psychologue par les studios Universal. Il fait des expériences, comme par exemple couper la scène finale d'un film aux spectateurs pour mesurer la frustration du public; ou mesurer la différence d'émotivité entre une blonde (Claudia Dell) et une brune (Jean Ackerman) qui regardent des scènes de films d'amour,.
En 1929, il publie avec Walter B. Pitkin, professeur à l'école de journalisme de Columbia, The Art of Sound Pictures , manuel d'écriture de scénarios expliquant notamment comment éviter la censure dans chaque État des États-Unis, où la législation varie. Les deux hommes créent ensuite la société de production Equitable Pictures, travaillant sur un premier film qui présenterait une femme économiquement et érotiquement indépendante, mais la crise de 1929 précipite sa fermeture.
À la fin des années 1930, il écrit plusieurs articles pour la revue Family Circle (en) dont un Don't laugh at the comics attire l'attention de Max Gaines. Ce dernier, après avoir inventé le format du comic book et aidé Jerry Siegel et Joe Shuster à présenter leur personnage de Superman à l'éditeur DC Comics, est devenu éditeur lui-même. Gaines engage Marston en tant que conseiller éditorial.

### Wonder Woman

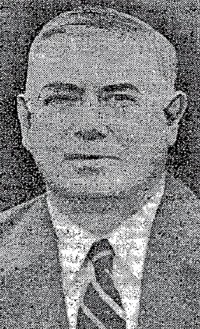
William Moulton Marston, photographie publiée dans le New York Times, 3 mai 1947.

En 1941, Marston propose à Sheldon Mayer, responsable éditorial de All-American Publications, le concept d'une super-héroïne qui serait une « alternative à toute la violence masculine » qui se retrouve dans les comics de l'époque (et pour répondre aux critiques présentant le personnage imaginaire Superman comme un héros fasciste). Le personnage est nommé Suprema the Wonder Woman mais Mayer préfère ne garder que la seconde partie du nom, Wonder Woman, une princesse appartenant au peuple des Amazones. Max Gaines et Jack Liebowitz directeurs de All-American Publications publient les premières aventures de l'amazone dans All Star Comics #8, dessiné par H. G. Peter, Sheldon Mayer est l'éditeur. Pour créer son personnage, il s'inspire également du mouvement féministe, qui, à une époque, croyait que les Amazones avaient réellement existé ; par ailleurs, son épouse Elizabeth était elle-même féministe. Il dote le personnage d'un lasso magique forçant les captifs à dire la vérité. On peut y voir un parallèle avec le détecteur de mensonge dont il favorise la création.
En 1943, il écrit un épisode de Wonder Woman où elle finit par devenir présidente des États-Unis.
Cette même année, Marston, qui a du mal à tenir le rythme soutenu d'écriture imposé par le comic book et le comic strip de Wonder Woman, demande à une de ses étudiantes en psychologie Joye Hummel de l'aider. Elle accepte mais son nom n'apparaît jamais. C'est seulement en 1947, à la mort de Marston, que son travail est reconnu et qu'elle devient scénariste à part entière de la série.

### Décès
En 1947, Marston meurt d'un cancer de la peau. Sa veuve, Elizabeth Holloway Marston, tente alors de se faire embaucher par DC Comics, en vain. L'héroïne sort alors de ce côté féministe pour jouer des rôles de baby-sitter, de mannequin ou d'actrice.
En 1948, Elizabeth Holloway Marston rejoint une compagnie d'assurance et Olive Byrne une clinique.

## Vie privée
Partisan du polyamour avec sa femme Elizabeth Holloway Marston et Olive Byrne (fille de Ethel Byrne et nièce de Margaret Sanger). Il a deux enfants avec Elizabeth et deux avec Olive.

## Distinction
- 2006 : Temple de la renommée Will Eisner (à titre posthume)[14].

## Ouvrages
Psychologie
- Emotions of Normal People, 1999 - (1928), (Taylor & Francis Ltd)
- Walter B. Pitkin & William M. Marston, The Art of Sound Pictures, 1930, New York, Appleton.
- Integrative Psychology: A Study of Unit Response (avec C. Daly King et Elizabeth Holloway Marston), 1931
- Venus with us; a tale of the Caesar, 1932, New York, Sears.
- You can be popular, 1936, New York, Home Institute.
- Try living, 1937, New York, Crowell.
- The lie detector test, 1938, New York, Smith.
- March on! Facing life with courage, 1941, New York, Doubleday, Doran.
- F.F. Proctor, vaudeville pioneer (avec J. H. Feller), 1943, New York, Smith.

Articles de magazines / Journaux
- Journal of Criminal Law & Criminology
- Psyche
- Journal of Abnormal and Social Psychology
- Ladies' Home Journal (Meredith Corporation)
- The American Scholar (magazine) (en)

### Comics
- Wonder Woman (All Star Comics / All-American Publications / DC Comics)

## Autres médias
- 1975-1979 : Wonder Woman, série télévisée
- 2009 : Wonder Woman, film d'animation de Lauren Montgomery
- 2017 : Wonder Woman, film de Patty Jenkins
- 2017 : My Wonder Women (Professor Marston and The Wonder Women), film biographique d'Angela Robinson sur William Marston sorti en 2017